# Питагорина тројка
Питагорина тројка је уређена тројка природних бројева a, b, и c за које важи једнакост . Бројеви за које важи дата релација се обично записују у облику (a,&nbsp;b,&nbsp;c). Један од најстаријих познатих примера је тројка (3, 4, 5), која се може наћи у заоставштини древних Вавилонаца и Египћана.
Уколико је (a,&nbsp;b,&nbsp;c) Питагорина тројка, онда је то и свака тројка облика (ka, kb, kc) где је k произвољан природан број. Основна Питагорина тројка је тројка у којој су бројеви a, b и c узајамно прости.